# Séisme de 1995 à Kobe
 (mars 2010).
Si vous disposez d'ouvrages ou d'articles de référence ou si vous connaissez des sites web de qualité traitant du thème abordé ici, merci de compléter l'article en donnant les références utiles à sa vérifiabilité et en les liant à la section « Notes et références ».
Le séisme de 1995 à Kobe ou grand tremblement de terre de Hanshin-Awaji a touché la région de la ville de Kobe, au Japon, le 17 janvier 1995 (un an jour pour jour après le séisme de 1994 à Northridge), à 5 h 46, heure locale, avec une magnitude de 7,2 sur l'échelle de Richter.
Il est suivi de seize secousses de moindre échelle dans les heures qui suivent. Un autre séisme d'une magnitude  de 4,7 sur l'échelle de Richter a aussi eu lieu le 25 janvier, à 23 h, heure locale. 
C'est la première fois depuis 1948 que le Japon subit un séisme aussi fort, et le premier depuis trois siècles dans la région du Kansai, le dernier d'une telle magnitude s'étant produit en 1596. 

## Victimes

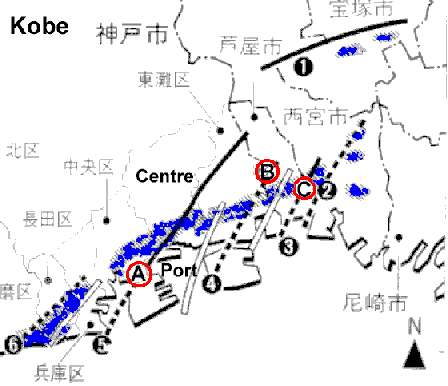
Le séisme de Kobe -- Schéma
- En bleu les zones où l'intensité >7
- Les principales failles
Déplacements horizontal et vertical :
Zone A : horizontal 15 cm ; vertical 50 à 80 cm
Zone B : horizontal 7 à 17 cm ; vertical 7 cm
Zone C : horizontal 7 cm ; vertical 100 cm

Le décompte officiel des conséquences de ce séisme se chiffre à plus de 6 437 morts, 43 792 blessés et des dégâts matériels se chiffrant à plus de dix mille milliards de yens. On dénombre 120 000 bâtiments détruits ou endommagés et 7 000 brûlés, la destruction des polders du port de Kobe et plus de 250 000 déplacés pendant plusieurs mois. De plus, l'électricité a été coupée pendant une semaine, le retour de l'eau et du gaz et des égouts n'a pas a eu lieu avant plusieurs mois, mais la ville a été reconstruite en peu d'années.
Toshio Arimoto, qui était de garde à l'observatoire météo d'Osaka, explique que les failles sous Kobe n'étaient pas connues à l'époque, et que s'il y avait bien eu des petites secousses de magnitude 3 dans la nuit laissant présager un séisme sur l'ile d'Awaji, ils n'ont pas sonné l'alerte car ils ne pouvaient pas deviner l'extension via des failles inconnues sous Kobe, ni leur rupture à une telle magnitude.
C'est la rupture des failles directement sous la ville, à faible profondeur, qui a provoqué les variations verticales et horizontales de l'ordre du mètre. Localement les secousses ont donc mis à terre un grand nombre de bâtiments, et encore plus de maisons individuelles.
La violence du séisme n'explique pas seule le grand nombre de victimes, il y a d'autres facteurs : 
- l'heure : à 5 h 46, les victimes ont été pour la plupart surprises dans leur sommeil ; (même si, certains considèrent cela comme une aubaine, car les rues, les autoroutes étaient vides et les trains arrêtés[2])

- l'architecture : il y a de nombreux quartiers résidentiels traditionnels à la charpente droite et aux toits très lourds qui sont parfaitement adaptés pour résister aux typhons, très fréquents dans cette région, mais pas aux séismes. les habitants se sont donc retrouvés piégés sous des toits de plusieurs tonnes. Les grands immeubles récents aux normes ont eux mieux supporté le séisme. On estime que 80 à 90 % des victimes sont mortes piégées dans ces maisons ;

- la lenteur des secours, les rapports sont confus, il n'y a pas de cohésion à grande échelle ; la zone n'ayant pas subi de grand séisme depuis des siècles, peu ont réalisé l'ampleur des dégâts sur le vif.

À la suite du séisme, les routes sont impraticables. Plusieurs heures seront nécessaires pour acheminer les secours et évacuer les victimes. Le séisme s'étant produit au mois de janvier, pour ceux prisonniers des bâtiments le facteur temps est vital. Les blessés souffrent du froid (3 °C en moyenne en hiver) et du feu qui les menacent ; la plupart des victimes mourront donc d'écrasement, d'hypothermie, mais surtout du feu (Kobe possédant le gaz de ville mais également des maisons en bois, l'embrasement est massif). Les canalisations d'eau étant rompues par la violence du séisme, les pompiers sont impuissants.
Ce séisme de Kobe est la catastrophe la plus destructrice au Japon depuis la guerre, aussi le pays réagira-t-il en améliorant la coordination des secours au niveau national, en repensant ses normes parasismiques et en éduquant et sensibilisant la population (Kobe possède un musée consacré au séisme). La ville et ses habitants sont devenus assez actifs au niveau international en matière de prévention et de séisme.
Le séisme du Tōhoku de 2011 supplantera ce désastre en coût humain.

## Impact économique
Le Kansai, en 1995, contribue à près d'un quart du PIB japonais, et a 17% du PNB. Les zones dévastés comptent pour 2% du PNB, mais les dégâts ne sont pas aussi grands qu'ils ne pourraient paraitre : le Japon étant en récession depuis déjà plusieurs années, les usines ne tournaient pas à pleine puissance. L'arrêt des usines du Kansai a ainsi permis aux autres usines du Japon de tourner à 100%. Cela n'est cependant pas le cas des usines d'électroniques et automobiles qui sont concentrées dans la région. 
Le port de Kobe, le plus grand du Japon avec celui de Yokohama à l'époque, qui concentre près de 11% du commerce extérieur japonais se retrouve complètement à l'arrêt à la suite des tremblements. Cette paralysie se fait sentir dans les entreprises de la région, qui ne peuvent plus expédier leurs produits manufacturés aux usines délocalisées à l'étranger, principalement dans la zone Pacifique (résultat de la théorie du vol d'oie sauvage, qui permettra le développement de pays d'Asie Pacifique via les délocalisations japonaises). Le séisme entraine aussi des pénuries d'objet manufacturés car l'industrie repose sur un système de flux tendus. L'impact économique se fait ainsi ressentir dans tout la région Pacifique, dépendante des implantations japonaises pour sa croissance. 
La reconstruction de Kobe et des autres villes sinistrées va cependant représenter une aubaine pour les entreprises du bâtiment.
Financièrement, on note une chute de l'indice Nikkei de 18 000 points, causée en majorité par le retrait des investisseurs étrangers la semaine après le tremblement de terre. Les investisseurs nationaux ne rachètent cependant pas directement, montrant une certaine peur et perte de confiance.

## Controverses

### Organisation des secours
Le gouvernement japonais a essuyé de nombreuses critiques à la suite de ce séisme. La principale étant le manque de réponses rapides en temps d'urgence, traduisant la pesanteur du système bureaucratique et la difficulté de prise de décision pour cause de réglementation excessive. Il faut par exemple attendre cinq heures après le séisme pour la mise en place d'une cellule de crise. L'ampleur de la catastrophe a été sous-estimé dans les premiers jours par le gouvernement, et cela se traduit par le manque de personnel pour les missions d'aides et de sauvetages. Il faut attendre une semaine pour que les secours paraissent organisés. Cependant, l'entraide privée et bénévole a été très forte avec l'arrivée de bénévoles de tout le Japon, mais aussi de l'étranger. On peut aussi compter parmi ces bénévoles Médecins sans Frontières et Médecins du Monde. Même la pègre japonaise organise des dons de vivres.
Le gouvernement répond aussi tardivement aux offres d'aides étrangères, et en refuse la majorité. Le Japon accepte l'aide d'une équipe de secours suisse dotée de chiens, pour aider à la recherche de personnes enfouies sous les décombres. Ils arriveront le 20 janvier, et les équipes françaises le 21 janvier. 
Le gouvernement japonais reconnait le 9 février 1995 sa responsabilité dans la lenteur initiale des mesures de secours.  

### Constructions et non-respect des normes antisismiques
Quelques semaines après le séisme, des équipes de recherches sont envoyées pour étudier les infrastructures détruites et découvrent de nombreux bâtiments dont la construction a été bâclée et où les normes antisismiques n'ont pas été respectées. On compte alors deux cent cas, et encore plus après, de travaux défectueux, notamment sur les armatures en fer. On retrouve par exemple des morceaux de bois dans les piliers de béton soutenant les rails du Shinkansen, achevé en 1975, qui se sont effondrés à certains endroits.
Ce non-respect des normes antisismiques peut se traduire par le nombre important des scandales de malversation de fonds publics, d'appels d'offres truqués, etc., dont les entreprises de construction, qui par souci de rentabilité, ont privilégié la rapidité et le moindre coût à la sécurité.
Il a de plus été montré que la municipalité de Kobe a sous-évalué le risque sismique de la région : les spécialistes préconisaient des installations pouvant résister à des séismes de magnitude 7, mais la municipalité a décidé de se parer d'infrastructures résistant seulement aux séismes de magnitude 5, car les coûts étaient moins élevés.
Ainsi, le Japon, malgré sa possession d'une technologie antisismique de pointe, a subi plus de dégâts que prévu a cause des défaillances de construction et le manque de contrôle. Il faut cependant noter que de nombreux bâtiments étaient aux normes et ont pu résister aux secousses.

## Images

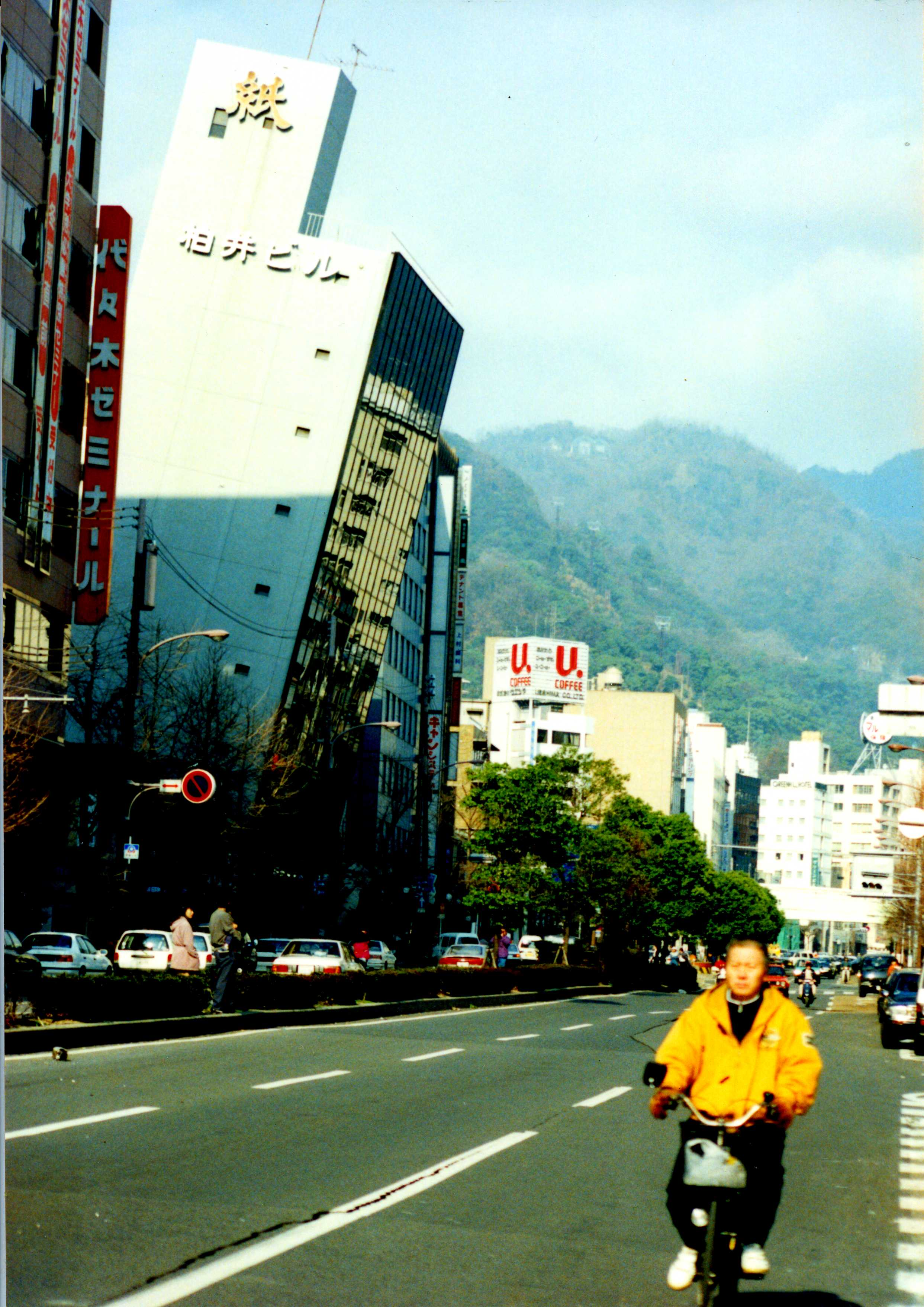
Immédiatement avant l'effondrement du building Kashiwai.
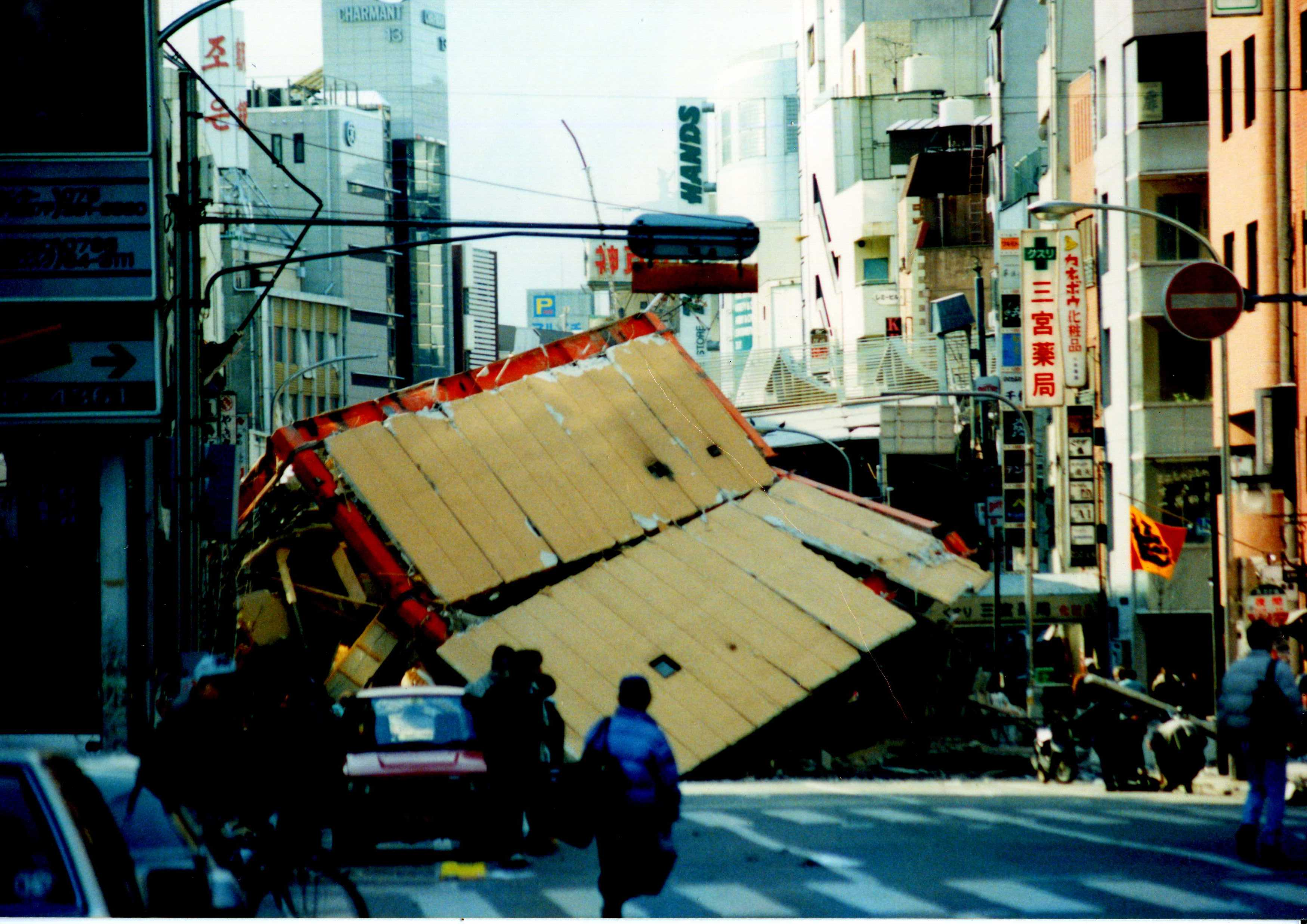
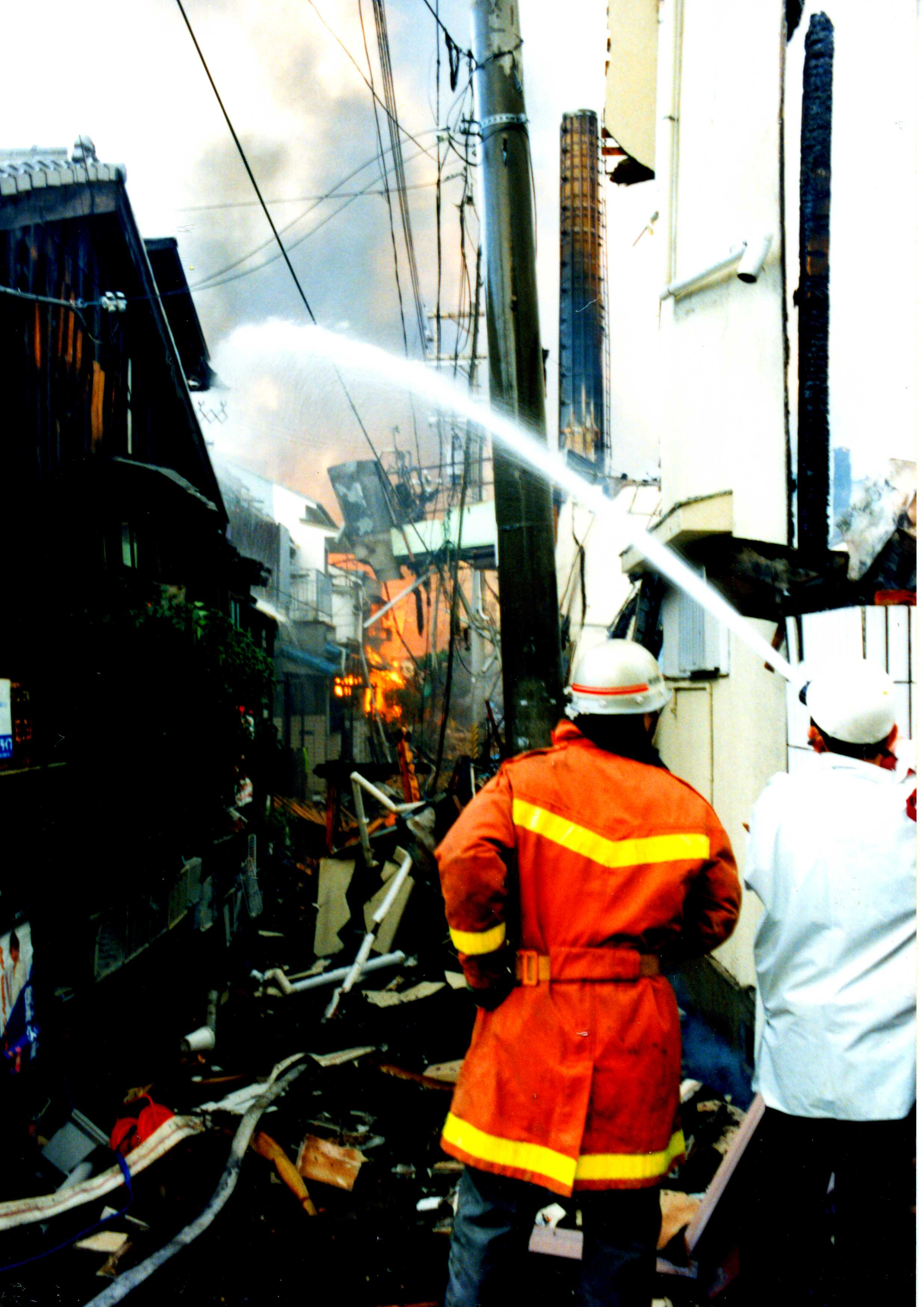
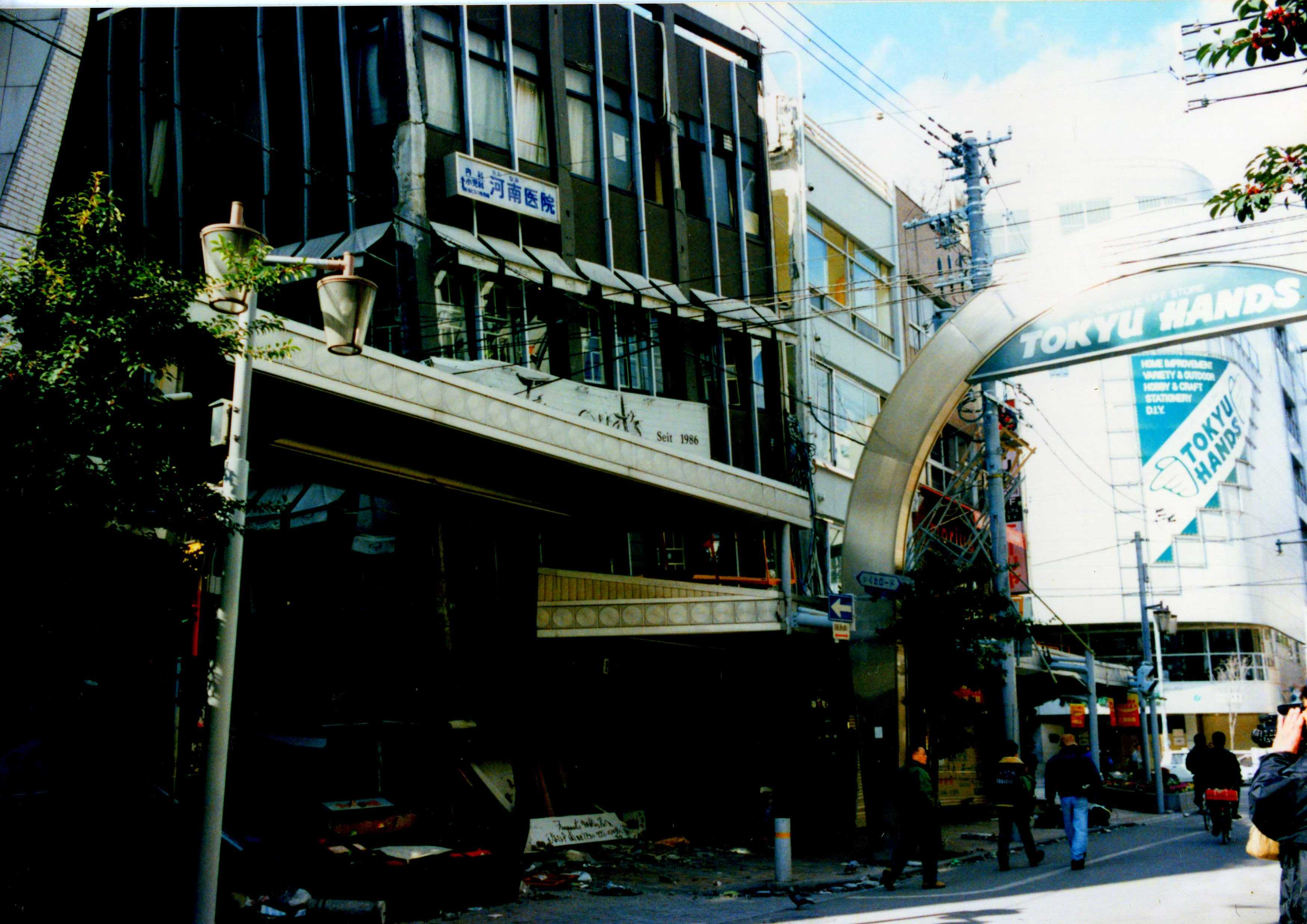
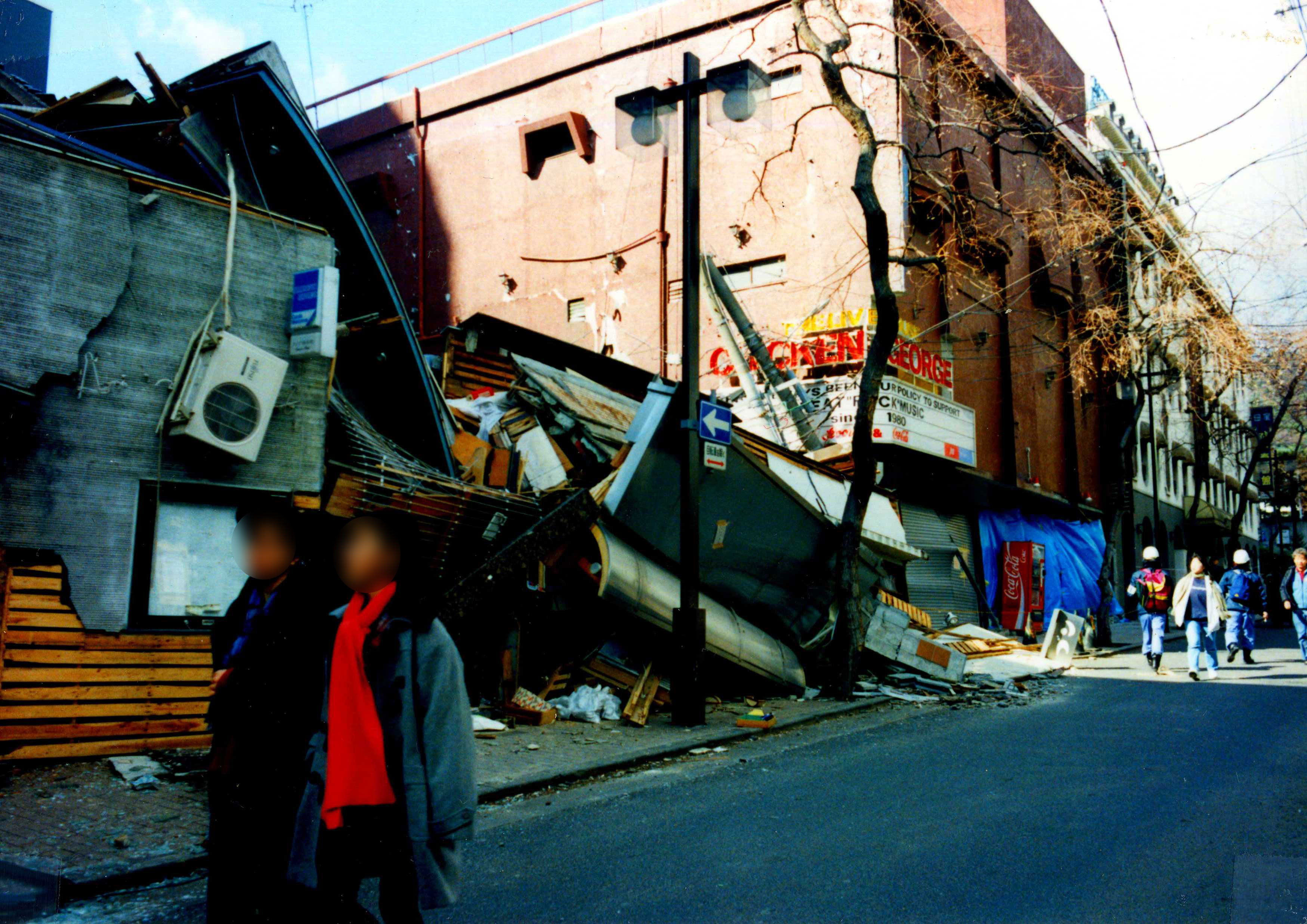
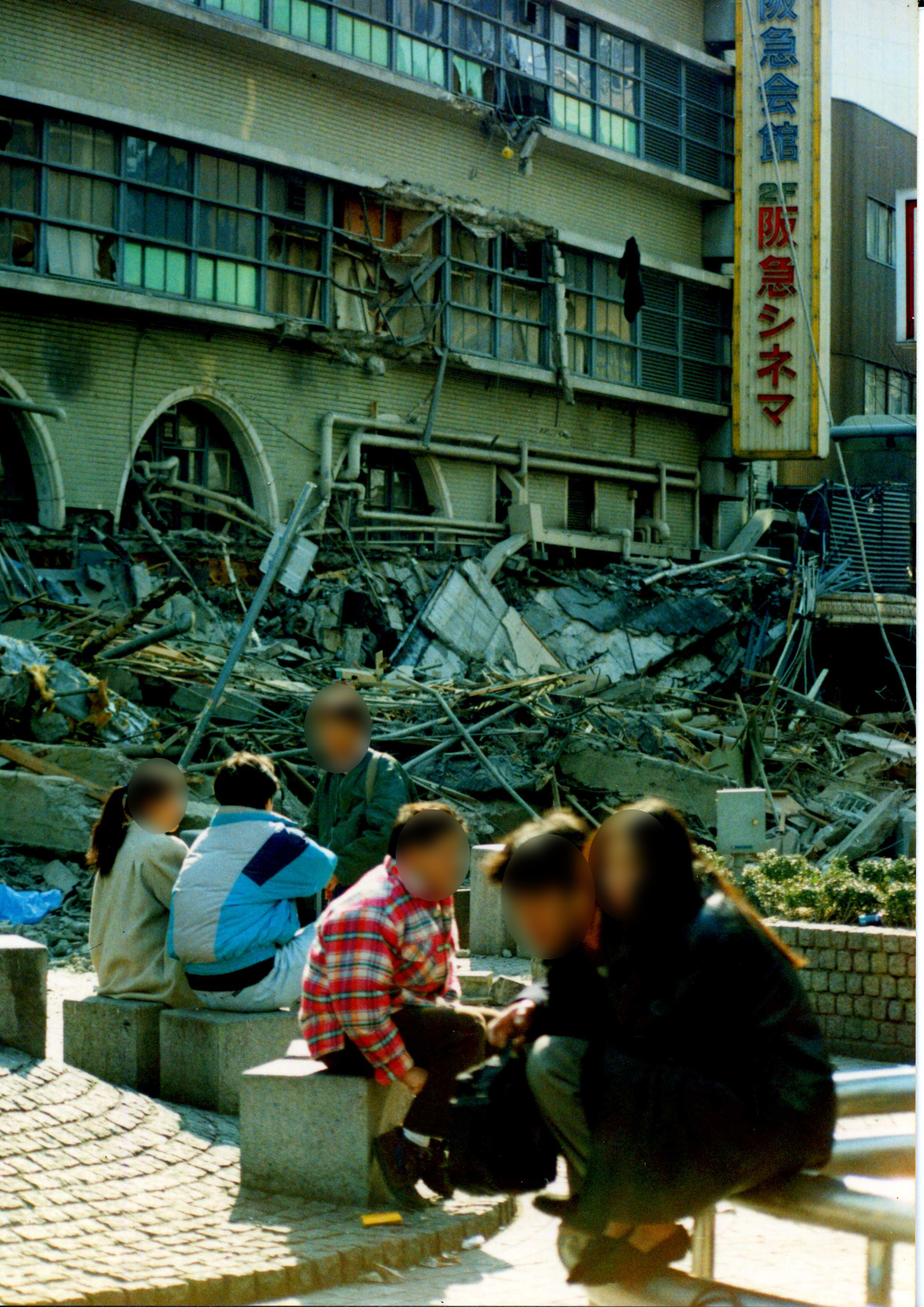
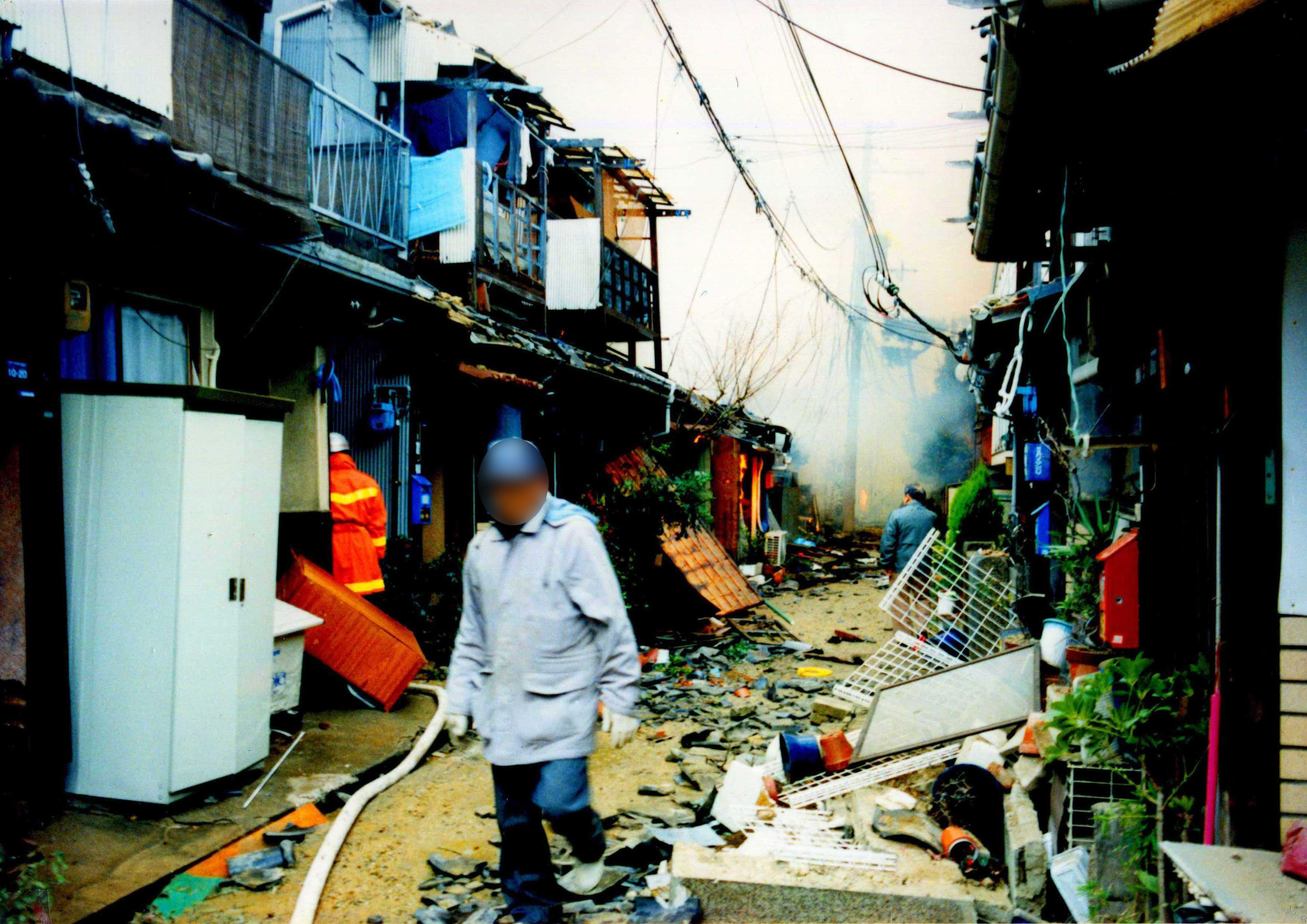
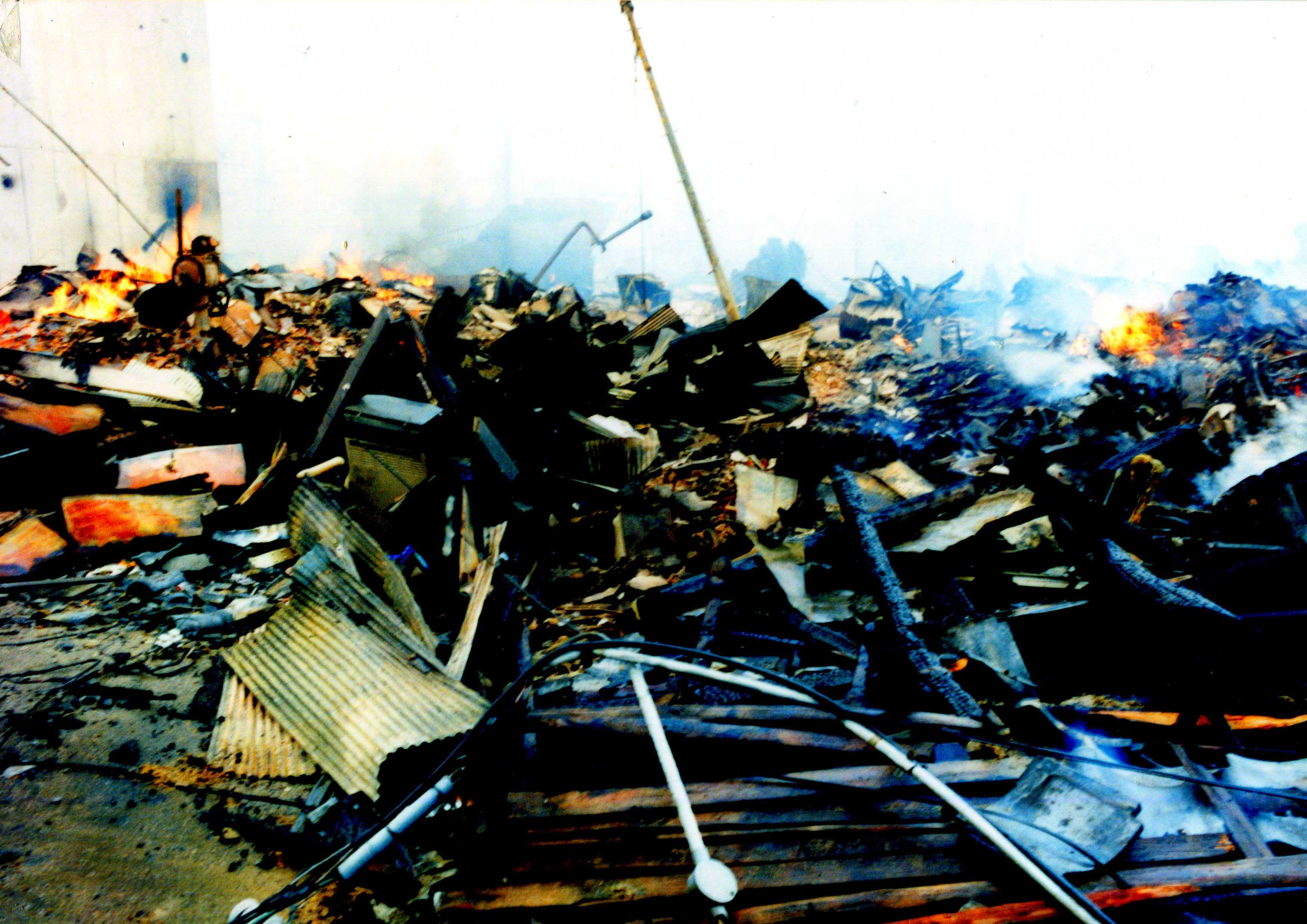
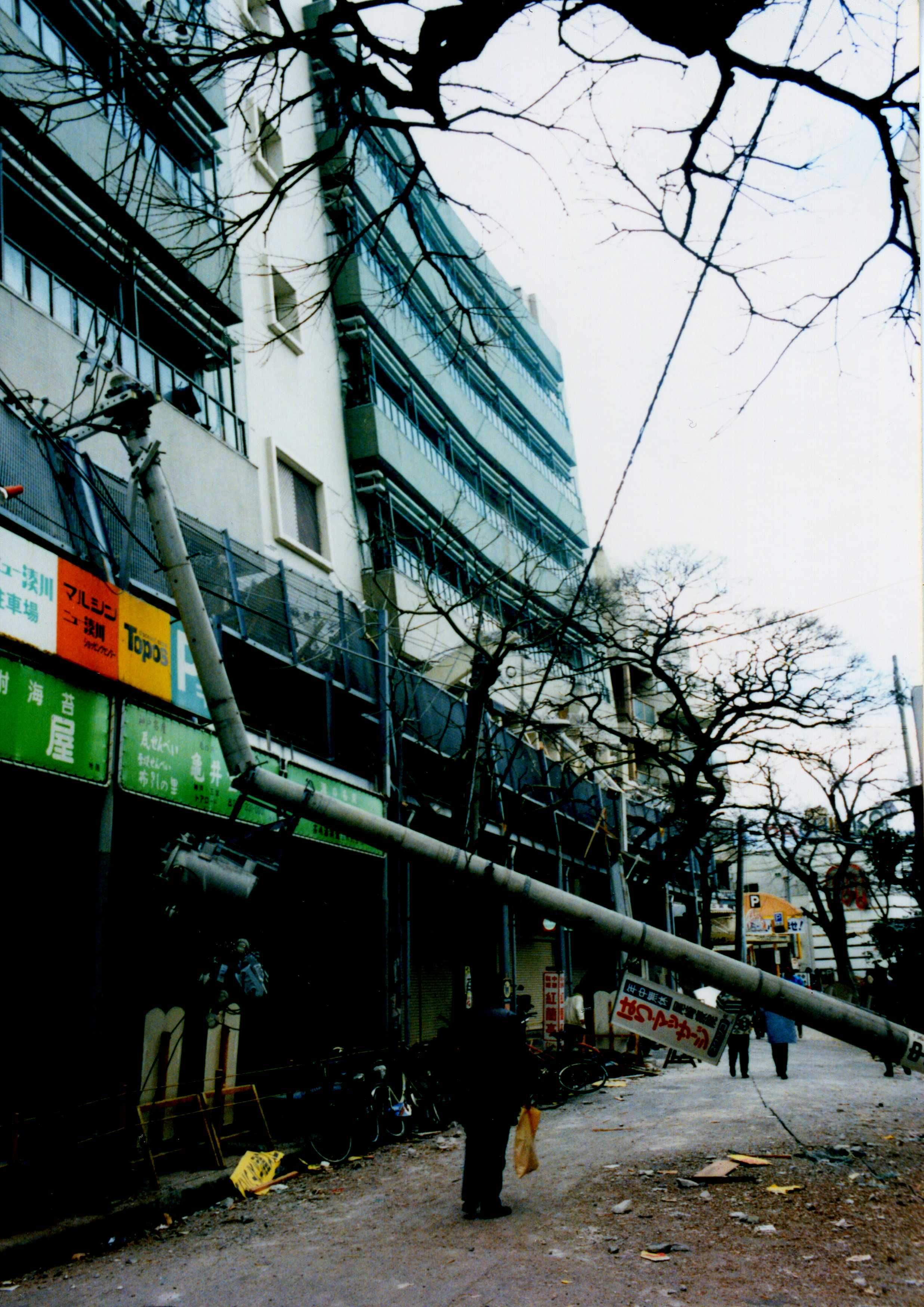

## Filmographie
- Memories Corner, long-métrage d'Audrey Fouché dans lequel une jeune journaliste française se rend à Kobe à l'occasion du quinzième anniversaire du tremblement de terre, 2011

## Documentaire télévisé
- Le tremblement de terre de Kobe, 6e épisode de la 2e saison de La Minute de vérité sur National Geographic Channel.
- Second from disaster: Kobe earthquake :

## Œuvre
- Après le tremblement de terre, recueil de nouvelles de Haruki Murakami.
- Moving Forward, manga de Nagamu Nanaji contant l'histoire d'une adolescente de quinze ans dont la mère est décédée durant le tremblement de terre de Kobe.